# Festival di Wartburg

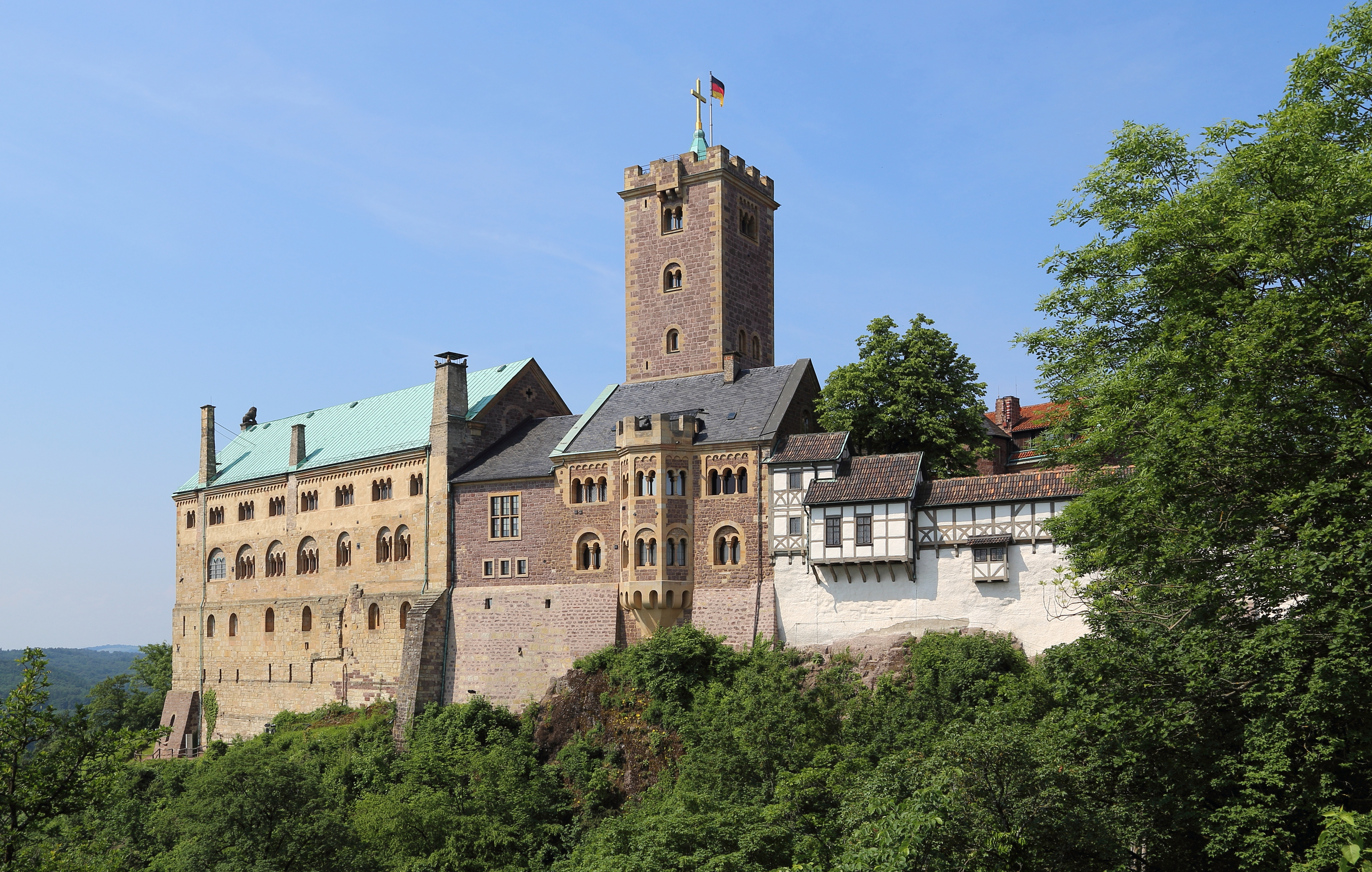
Il castello di Wartburg

Il festival di Wartburg (in tedesco Wartburgfest) ebbe luogo per la prima volta nell'ottobre del 1817 al castello di Wartburg nei pressi di Eisenach (in Turingia).

## Storia
Il castello godeva di una certa fama nella storia medioevale tedesca poiché ad opera di Ermanno I di Turingia (1190-1217) era divenuto il centro intellettuale e letterario della poesia amorosa tedesca (Minnesang) tanto che verso il 1207 vi si tenne il "Sängerkrieg", concorso di compositori di liriche d'amore (Minnesänger). Ulteriore notorietà il castello ebbe per essere stato la dimora dal 1207 al 1231 della principessa Elisabetta d'Ungheria, proclamata santa nel 1235. 
La popolarità del castello si accrebbe quando nel 1521 il principe Federico il Saggio diede riparo a Lutero per sottrarlo all'arresto deciso alla dieta di Worms. Lutero rimase nascosto nel castello di Wartburg per dieci mesi, nel corso dei quali si dedicò alla traduzione del Nuovo Testamento in quella lingua tedesca che assunse il ruolo di lingua nazionale. 

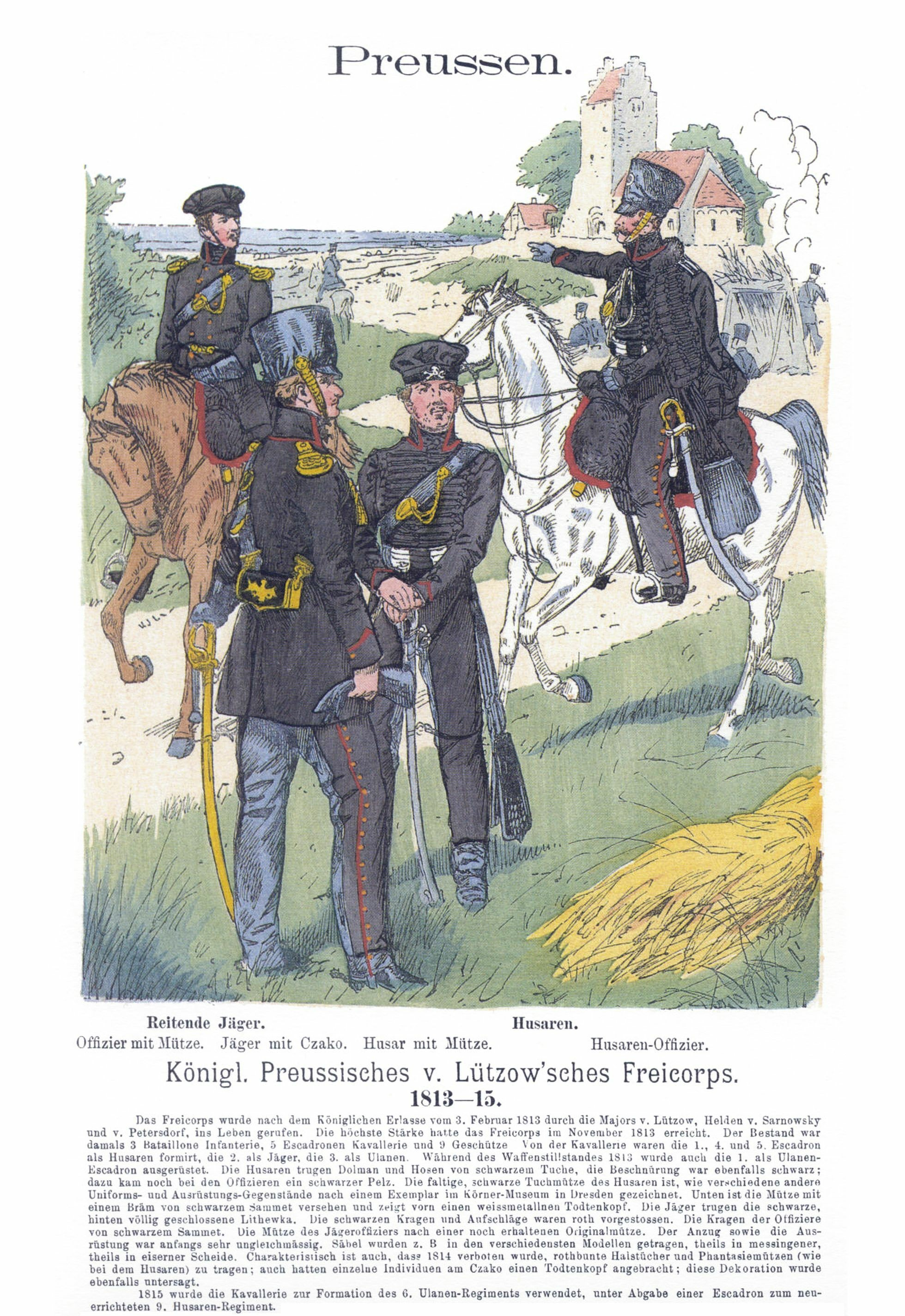
Uniformi del freikorps: Jäger ed Ussari. Illustrazione tratta dall Uniformenkunde di Richard Knötel

Il Congresso di Vienna aveva disperso ogni aspirazione nazionalista e tentativo di instaurare in Germania quella libertà di stampa e di associazione che pure sembrava potersi realizzare dopo la vittoria su Napoleone. La classe borghese e liberale tedesca si ritrovò profondamente delusa dopo i sacrifici e il sangue sparso dai volontari dell'esercito prussiano che, in nome di una patriottica unità nazionale per la loro provenienza da tutti i diversi stati tedeschi, si erano organizzati in quei "Lützowsches Freikorps"  che durante la campagna di Germania nel 1813 avevano combattuto  prendendo parte a numerosi scontri e battaglie anche se, secondo lo storico tedesco  Heinrich von Treitschke, non ebbero in realtà una grande rilevanza militare . Invece notevole fu l'effetto simbolico propagandistico  che ebbe la loro uniforme nero-rosso-oro, una combinazione di colori formata dai vestiti neri, dai finimenti rossi e dai bottoni d'ottone. La divisa divenne un'icona per i sostenitori dell'unità nazionale tedesca che in seguito ne riportarono i colori in quelli della bandiera nazionale. 

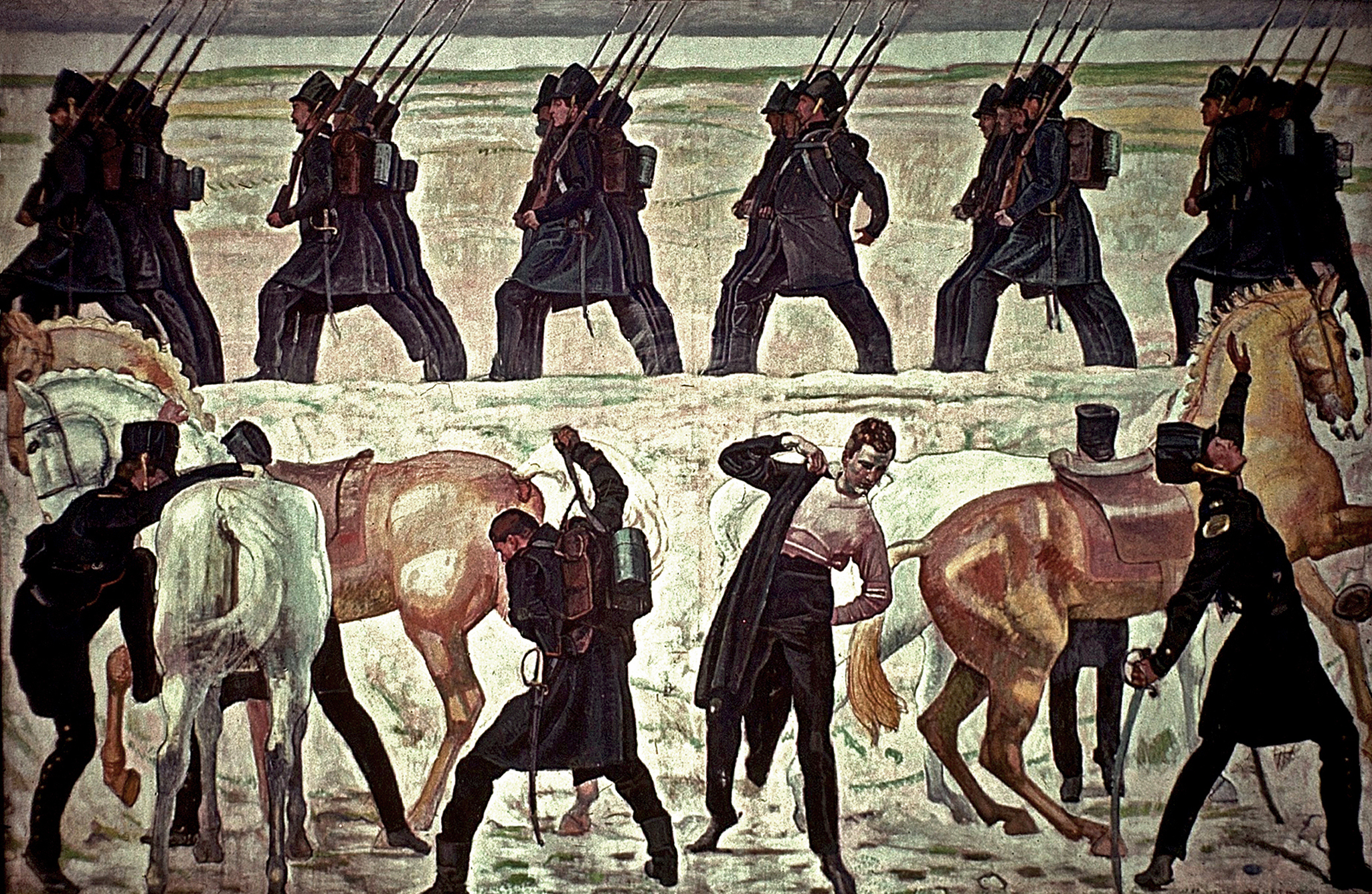
Gli studenti di Jena scendono in campo nella guerra di liberazione (Ferdinand Hodler, 1908-09)

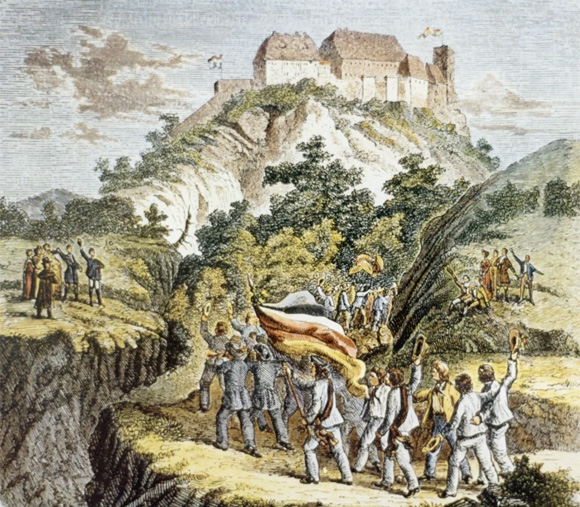
La Burschenschaft dimostra a Wartbourg nel 1817

I sopravvissuti alla guerra contro Napoleone continuarono a indossare quell'uniforme che fu adottata dagli studenti dell'università di Jena  che, profondamente ostili alla politica reazionaria del cancelliere austriaco Metternich e di quella degli stati tedeschi creati dal Congresso nel 1815, fondarono l'organizzazione studentesca Burschenschaften  con lo scopo di promuovere la formazione di uno stato nazionale tedesco e di una costituzione liberale.

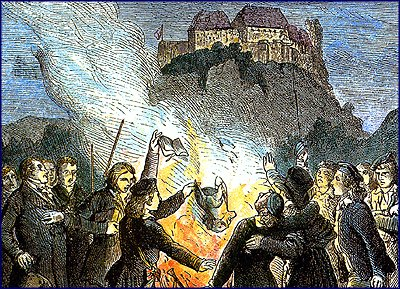
Rogo di libri al Festival di Wartburg il 18 ottobre 1817. Vennero bruciati, tra gli altri: il Codice Napoleone (allora ancora vigente presso alcuni Stati tedeschi), la Storia dell'Impero germanico di August von Kotzebue, la Restaurazione della scienza politica di Karl Ludwig von Haller, il volume Sovranità e costituzioni statali di Friedrich Ancillon, il Codice della Gendarmeria prussiana.

In occasione del trecentesimo anniversario dell'affissione delle 95 tesi di Martin Lutero sulla porta della chiesa di Wittenberg e del quarto anniversario della battaglia di Lipsia (1813) gruppi di studenti, all'incirca 500 complessivamente, organizzarono un festival al castello di Wartburg dove si distinse lo studente di teologia Heinrich Arminius Riemann che lodò Lutero come un eroe tedesco della libertà . Un avvenimento di rilievo fu poi un rogo dei simboli napoleonici e dei libri considerati reazionari e antitedeschi  quasi a voler far rivivere l'episodio che vide Lutero fare bruciare nella piazza di Wittenberg i testi del diritto canonico, la bolla papale e alcuni scritti tra i quali la Summa Theologiae di Tommaso d'Aquino e la Summa Angelica di Angelo da Chivasso, ai quali facevano riferimento i suoi avversari.
Queste intemperanze studentesche diedero l'occasione ai governi reazionari d'intervenire con misure restrittive ma la situazione si aggravò in seguito all'assassinio dello scrittore, nonché Console generale russo, August von Kotzebue, perpetrato a Mannheim il 23 marzo 1819 per mano del cittadino bavarese di origine prussiana Karl Ludwig Sand, ventiquattrenne studente di teologia evangelica all'Università di Jena, e membro di una Burschenschaft  di Jena ed Erlangen. A questo attentato, che suscitò un'eco vastissima, ne seguì il 1º luglio un altro, fallito, contro Carl Friedrich Emil von Ibell, Primo Ministro del Nassau, sempre ad opera di un Burschenschaftler, Karl Löning, il quale voleva così imitare il gesto di Sand.
Temendo un'incontrollabile spirale di disordini, l'Impero asburgico e la Prussia si affrettarono a concludere degli accordi con i deliberati di Karlsbad (1819) con i quali furono soppresse le associazioni studentesche, s'intensificò la presenza della polizia fra gli studenti, si operarono arresti di studenti e professori e fu rafforzata la censura.
In occasione della rivoluzione germanica del 1848, ormai abolite le restrizioni relative alle corporazioni studentesche a queste fu possibile organizzare un secondo festival a Wartburg , una specie di congresso con studenti provenienti dai diversi stati tedeschi che riprendevano idealmente a discutere i temi del primo festival di Wartburg.